# ستيف وليامز (لاعب اتحاد الرغبي)
ستيف وليامز (بالإنجليزية: Steve Williams)‏ هو لاعب اتحاد الرغبي أسترالي، ولد في 29 يوليو 1958 في Narromine ‏ في أستراليا.